# Reflexologie

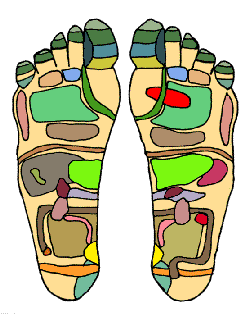
Příklad reflexologické mapy chodidel s barevně odlišenými zónami, které zastánci terapie považují za propojené s jednotlivými orgány.

Reflexologie, nebo též zónová terapie je varianta akupresury, formy alternativní medicíny. Provádí se pomocí masážních technik palců, prstů a rukou bez použití oleje nebo pleťového mléka, obvykle na chodidlech či na rukách. Je založena na pseudovědeckém systému zón a reflexních oblastí, které údajně odrážejí obraz těla na chodidlech a rukou, s předpokladem, že taková práce na chodidlech a rukou způsobuje fyzickou změnu údajně souvisejících oblastí těla. Podle zastánců této terapie je její přirozenou formou chůze či turistika naboso v přírodním terénu.

Neexistují žádné přesvědčivé vědecké důkazy o tom, že by reflexní terapie byla účinná při jakémkoli zdravotním stavu.

## Definice
V přehledu Cochrane Collaboration je reflexologie definována následovně: „Reflexologie je jemná manipulace nebo tlačení na určité části chodidla s cílem vyvolat účinek na jiném místě těla.“
Ministerstvo zdravotnictví australské vlády definuje reflexologii jako „systém vyvíjení tlaku, obvykle na chodidla, který podle praktikujících stimuluje energii a uvolňuje „blokády“ v určitých oblastech, které způsobují bolest nebo nemoc“.

## Historie
Praktiky podobné reflexní terapii mohly existovat již v předchozích historických obdobích. Podobné praktiky jsou doloženy v dějinách Číny a Egypta. Reflexní terapii vytvořil v USA v roce 1913 William H. Fitzgerald, M.D. (1872–1942), odborník na ušní, nosní a krční lékařství, a Edwin F. Bowers. Fitzgerald tvrdil, že vyvíjení tlaku má anestetický účinek na jiné oblasti těla. Ve 30. a 40. letech 20. století metodu modifikovala Eunice D. Inghamová (1889–1974), zdravotní sestra a fyzioterapeutka. Inghamová tvrdila, že chodidla a ruce jsou obzvláště citlivé, a zmapovala celé tělo do „reflexů“ na chodidlech, přičemž „zónovou terapii“ přejmenovala na reflexologii. „Moderní reflexologové používají Inghamové metody nebo podobné techniky, které vyvinula reflexoložka Laura Normanová.“

## Údajné principy fungování
Podle Fitzgeralda se na chodidlo nohy promítají všechny orgány v rozmístění, které v náznaku připomíná homunkula. Některé orgány se projektují také na hřbet nohy a krajinu kotníků. Ze špiček prstů přes plosku nohy potom údajně vybíhají energetické dráhy v počtu deseti, které dosahují až k vrcholu hlavy. Jde tedy o analogii čínských meridiánů, ale existují v jiném počtu, mají jinou polohu a jiný průběh. Choroby mají pak být způsobeny přerušením toku energie čchi v drahách. Proudění energie lze údajně obnovit pohyby nohy, kroucením prstů a masáží plosky, kde lze údajně nalézt tvrdší hrudky, které energii blokují. Po rozdrcení masáží se mají hrudky snadno rozpustit a vyloučit z těla potem a močí. Otevřením kanálů lze údajně léčit všemožné choroby, cukrovku, mrtvici[nepřesný odkaz], zácpu, astma, zánět kloubů, škytavku, epilepsii a mnoho dalších chorob. Existují i maséři, kteří se reflexologií snaží jen zmírnit bolesti kloubů, páteře a hlavy.

Existují refexologické mapy nohou a rukou. Tyto mapy reflexních zón se u různých zdrojů ale liší. Dle zastánců reflexologie patří nohy k nejcitlivějším částem našeho těla, a proto jsou chodidla nejvhodnějším místem reflexologického zásahu. Na většinu reflexologických bodů se působí špičkami prstů a bříškem palce, a to pevným tlakem. Místo manuální terapie lze použít i vložky do obuvi, které mají působit tlakem na projekční okrsky chodidla. Nabízejí je jak léčitelé, tak i větší obuvnické firmy. Vyrábějí se vložky různého tvaru a typu. Některé jsou posety drobnými, pravidelně rozmístěnými hrbolky, jindy je na nich zakreslena mapa orgánových okrsků, jiné mají výstupky jen v místě určitých orgánů. Do výstupků některých vložek jsou vkládány malé permanentní magnety. Jednodušším způsobem využití reflexologické představy je chůze po oblázcích, která má mít tonizující, aktivační účinek.

## Hodnocení a kritika
„Teorie“ reflexologie je jen modifikací akupunktury a představa o projekci orgánů na chodidlo je rovněž jen analogií teorie o mikrosystémech, které se mají projikovat na nejrůznější místa povrchu těla člověka. Dle Jiřího Heřta je to představa neudržitelná. Nepřímým důkazem o neplatnosti názoru o projekčních okrscích na chodidle je i to, že obrázky autorů, kteří takové mapy zobrazují, se od sebe výrazně liší, právě tak jako se liší uspořádání hrbolků na vložkách různých výrobců. Manuální reflexologická léčba je jistě bezpečná, třeba i příjemná, a proto oblíbená a úspěšně nabízená mnohými maséry. Reflexním působením lze dočasně zlepšit krevní oběh, zmírnit otok i odstranit únavu i bolest nohou, a nespecificky lze reflexně ovlivnit oblast páteře a pánve, ale ovlivňovat jednotlivé orgány a léčit výše uvedené choroby je nemožné. Nošení vložek je rizikové u pacientů s infekcemi nohou, porušeným krevním oběhem nebo u cukrovky, kde vložky mohou způsobit gangrénu s ohrožením života. Neexistuje vědecká studie, která by prokázala jednoznačné účinky, avšak je využívá po celém světě maséry, terapeuty i lékaři a mnoho lidí ji sami praktikují, právě pro její terapeutické účinky.

## Reflexologie ve světě
Ve Spojeném království reflexní terapii dobrovolně koordinuje Complementary and Natural Healthcare Council (CNHC). Registrovaní musí splňovat standardy odborné způsobilosti stanovené odbornými radami, ale vzhledem k tomu, že CNHC je dobrovolná, může se za reflexologa označit každý, kdo ji praktikuje. Když CNHC začala přijímat reflexology, skeptik Simon Perry nalezl 14 z tehdy registrovaných, kteří tvrdili, že refexologie účinně léčí nemoci. Jakmile na to CNHC upozornil, společnost nechala tato tvrzení stáhnout, protože byla v rozporu s kodexem britského Úřadu pro reklamní standardy (Advertising Standards Authority code).

Reflexní terapie je jednou z nejpoužívanějších alternativních terapií v Dánsku. Celostátní průzkum z roku 2005 ukázal, že 21,4 % dánské populace někdy v životě využilo reflexní terapii a 6,1 % využilo reflexní terapii během posledního roku.

Studie z Norska ukázala, že 5,6 % norské populace v roce 2007 využilo reflexní terapii během posledních 12 měsíců.